# João de Loureiro
João de Loureiro (8 de septiembre de 1717-18 de octubre de 1791) fue un jesuita misionero, paleontólogo, médico y botánico portugués.
En 1742 viajó a Cochinchina, permaneciendo allí por 30 años; convirtiéndose en especialista en flora asiática.
A su retorno publica Flora Cochinchinensis (1790). El Ligustrum sinensis, está ligado con él, pues se le debe la primera descripción de la especie, por un occidental.

## Vida
Estudió en el Colégio de Santo Antão de Lisboa y, a los tres años de entrar en la Compañía de Jesús, zarpó para el Oriente (1735). Después de vivir tres años en Goa (India) y cuatro en Macao (China), fue enviado a la Cochinchina (Vietnam) a fines 1741 o principios 1742. Como no eran bien acogidos los misioneros, entró como matemático y naturalista al servicio del rey. Se hizo pasar además por médico, lo que le permitía visitar a los cristianos en sus casas sin infundir sospechas. El rey le autorizó residir en su país y le nombró director de los estudios físicos y matemáticos de la corte, pero le prohibió misionar públicamente, si bien toleró que lo hiciera con tal que fuera a ocultas.
Ante la posibilidad de que le llamase el pueblo para curar enfermos, Loureiro decidió darse al estudio de la botánica medicinal. No teniendo libros, se valió de las informaciones de los nativos sobre las plantas medicinales y su aplicación. Más tarde, logró del capitán de un barco, Thomas Riddell, el envío desde Cantón del Genera plantarum y otras obras de Carlos Linneo. Durante la persecución contra los cristianos (1750-1752), recorrió Camboya, Siam, Sumatra (Indonesia), el golfo de Bengala y Malabar (India), coleccionando especies botánicas. Estuvo en Huế desde 1752 a 1777. Mientras tanto a los jesuitas de Macao se les encarceló (1762) por orden de Pombal, que había expulsado (1759) a la Compañía de Jesús de todos los territorios portugueses.
En diciembre de 1777, salió de Cochinchina y llegó a Cantón a principios 1778, cuando la Compañía de Jesús ya había sido suprimida por el breve Dominus ac Redemptor de Clemente XIV (1773). Loureiro siguió, pues, para Portugal en marzo de 1781, pero el barco se detuvo en la isla de Mozambique al impedirle el mal tiempo doblar el cabo de Buena Esperanza. Loureiro aprovechó los meses de espera para enriquecer su colección botánica y llegó finalmente a Lisboa en 1782. Fue miembro de la Academia de las Ciencias de Lisboa y de la Royal Society de Londres. En su Flora Cochinchinensis, publicada por la Academia de las Ciencias, estudia las plantas de Cochinchina, a las que dedica proporcionalmente la mayor parte, además de las de China, África Oriental y regiones de la India; asimismo, describe minuciosamente 235 géneros, que clasifica según el método de Linneo. La misma Academia le publicó otras nueve obras, y a ella legó Loureiro doce gruesos volúmenes de manuscritos, en octavo, que contienen una parte escrita en papel y caracteres chinos, que se cree ser una historia de Annam; un diccionario annamita-portugués, la flora ilustrada de Cochinchina, escrita en idioma annamita, dos gruesos volúmenes con dibujos de 397 plantas y sus nombres locales y latinos, y otros dos con diseños de minerales, plantas y animales. Sus herbarios están dispersos, entre otros lugares, en la Academia de las Ciencias de Lisboa, el Museo de París y el Museo Británico.

## Obras
- Flora Cochinchinensis... 2 v. (Lisboa, 1790).
- Memoria sobre natureza e verdadeira origem do Pao de Aguila (1797).
- Descripcão botanica das cubebas medicinais (1799).

## Honores

### Epónimos
Especies
- (Amaryllidaceae) Crinum loureiroi M.Roem.[1]
- (Apiaceae) Bifora loureiroi Kostel.[2]
- (Apocynaceae) Ichnocarpus loureiroi Spreng.[3]
- (Aquifoliaceae) Ilex loureiroi Steud.[4]
- (Araceae) Arisaema loureiroi Blume[5]
- (Arecaceae) Phoenix loureiroi Kunth[6]
- (Asclepiadaceae) Ceropegia loureiroi G.Don[7]
- (Asteraceae) Artemisia loureiroi Kostel.[8]
- (Boraginaceae) Cordia loureiroi Roem. & Schult.[9]
- (Caprifoliaceae) Caprifolium loureiroi Blume[10]
- (Chenopodiaceae) Chenopodium loureiroi Steud.[11]
- (Clusiaceae) Garcinia loureiroi Pierre[12]
- (Commelinaceae) Murdannia loureiroi (Hance) R.S.Rao & Kammathy[13]
- (Convolvulaceae) Ipomoea loureiroi J.Presl[14]
- (Costaceae) Costus loureiroi Horan.[15]
- (Dilleniaceae) Tetracera loureiroi Pierre ex Craib[16]
- (Dracaenaceae) Dracaena loureiroi Gagnep.[17]
- (Droseraceae) Drosera loureiroi Hook. & Arn.[18]
- (Elaeagnaceae) Elaeagnus loureiroi Champ.[19]
- (Euphorbiaceae) Bridelia loureiroi Hook. & Arn.[20]
- (Gentianaceae) Varasia loureiroi (Griseb.) Soják[21]
- (Lamiaceae) Vitex loureiroi Wight ex C.B.Clarke[22]
- (Lauraceae) Cinnamomum loureiroi Nees & Lecomte[23]
- (Malvaceae) Urena loureiroi Meisn. ex Steud.[24]
- (Melastomataceae) Memecylon loureiroi Triana[25]
- (Meliaceae) Didymocheton loureiroi (Pierre) Harms[26]
- (Menispermaceae) Arcangelisia loureiroi Diels[27]
- (Pandanaceae) Pandanus loureiroi Gaudich.[28]
- (Polygonaceae) Rumex loureiroi Campd.[29]
- (Rosaceae) Pyracantha loureiroi (Kostel.) Merr.[30]
- (Vitaceae) Ampelopsis loureiroi Hort. Mazel. ex Planch.[31]

- La abreviatura «Lour.» se emplea para indicar a João de Loureiro como autoridad en la descripción y clasificación científica de los vegetales.[32]